# 四平戲
四平戲，又叫“四評戲”、“四坪戲”、“四蓬戲”、“四棚戲”或“肆評戲”，在福建有“說平戲”、“素平戲”、“庶民戲”和“賜民戲”之稱。四平戲源自明代四平腔，後流傳於江西、福建、廣東等地。 四平戲唱白保持用「土官話」，「一人唱，眾人和」的高腔傳統。曲詞通俗，行腔自由，本嗓為主，本假交替，帶有宋元雜劇表演體例。
2006年，福建省南平市政和縣楊源四平戲入選中華人民共和國第一批國家級非物質文化遺產名錄；2019年11月，四平戲列入國家級非物質文化遺產代表性項目保護單位名單。
四平戲為弋陽腔系統的戲劇，清中葉以後，傳入廣東潮州的四平戲陸續吸收了海豐、陸豐正字戲、亂彈戲等劇種的身段與唱腔，以及皮黃曲調，逐漸發展而成，表演變得更豐富緊湊。並流行在福建南部（閩南）、福建西部（閩西）、福建東部（閩東）和廣東潮汕地區。臺灣的四平戲曲可能是從廣東潮州或福建漳州的平和、詔安等地傳入。四平戲傳統劇目有《呂蒙正衣錦還鄉》、《蘇秦六國封相》、《蔡伯喈不認前妻》、《劉文龍菱花鏡》、《出獵回獵》、《磨房會》和《借靴》等。

## 歷史沿革
據福建省寧德市屏南縣熙嶺鄉龍潭村四平戲老藝人代代相傳的説法，閩東地區的四平戲系明末該村名叫陳清英（音）的農民從江西學來，後父傳子、子傳孫，傳媳婦不傳女兒，至1982年已傳十六代，形成一套嚴格班規，並作為該村陳姓家族的傳統祖業，從老人到小孩都會演唱。
清朝中葉是四平戲最興盛時期，屏南縣龍潭村僅有100多户人家，就有「老祥雲」、「新祥雲」、「賽祥雲」等戲班。「老祥雲」班成立於嘉慶年間，聲譽很高，常年演出，遠至江西、浙江等省。政和縣楊源村的四平戲班，這時期也走出本縣，到周寧、壽寧等縣演出。同時，在嘉慶初年，有一個四平木偶戲班從江西傳到政和縣的禾洋村，到光緒七年（1881年），該班四平戲由木偶戲發展為人戲四平班。從道光到光緒年間，政和的四平戲受到亂彈、皮黃聲腔的影響，增加了《擋馬》、《游龍戲鳳》、《大補缸》、《小補缸》等京劇劇目和「唱下江亂彈」、「唱皮黃倒板」等曲調。而屏南龍潭村的四平戲因受其它聲腔影響較小，故保留比較原始的面貌。
民國時期，閩劇與京劇盛行，四平戲由衰落而瀕臨消亡，至1980年代，僅存屏南縣龍潭村一個民間職業四平戲班，在鄰縣偏僻山村流動演出。根據統計，1992年全年演出約70場。
另一支流行於福建平和、漳浦、詔安、雲霄、南靖等地的四平戲，據老藝人曾憲乙回憶，明末清初時，江西不少移民遷徙入閩，四平戲隨之傳入閩南，曾憲乙的祖先就是江西南豐縣移民到閩南漳州平和縣的。清乾隆十三年（1748年），漳浦人蔡伯龍在《官音匯解釋義》捲上「戲耍音樂」條中記載：「做正音，（正）唱官腔；做白字，（正）唱泉腔；做大班，（正）唱崑腔；做九角，（正）唱四平；做潮調，（正）唱潮腔……」説明明末清初四平戲已在閩南流行，至乾隆年間，角色已從「七子班」發展到「九角」，其音樂曲牌、傳統劇目、伴奏樂器等均與閩東、閩北的四平戲大體相同，並把《蔡伯喈不認前妻》、《蘇秦六國封相》、《劉文龍菱花鏡》、《呂蒙正衣錦還鄉》稱為「四大棚頭」戲。
清末民初是閩南四平戲最繁盛的時期，漳州府每縣都有四平戲專業班社。在漳州地區，龍溪縣有「鳳儀班」、「萬盛班」、「玉鳳班」、「永春班」等；在南靖縣與平和縣有「永豐班」、「榮華班」、「新福班」、「彩霞班」、「金麟鳳班」、「麟鳳班」等；在雲霄縣與詔安縣有「萬利班」、「慶樂堂”」、「全發班」等，演出《狀元遊街》、《金花報捷》、《貴妃醉酒》、《五代榮封》、《五台山》等劇目。平和縣的風儀、萬利等班還到閩西龍巖演出。民國二十四年（1935年），南靖縣榮華班在龍巖演出後就地解散，藝人流落蘇溪、條圍、紅坊、龍門等地教戲，以業餘形式組班演出。
1920年代，由臺灣回傳福建的劇種歌仔戲（薌劇）崛起以及潮劇的盛行，閩南四平戲走向衰落。1980年代後，平和縣農村恢復「四平鑼鼓」活動，作為逢年過節、廟會神誕、婚喪喜慶時的器樂演奏。

## 臺灣四平戲
臺灣的四平戲曲流行桃園、新竹和苗栗一帶的客家地區，可分“新四平”（又稱改良四平）與“老四平”兩種，“老四平”又稱為“大鑼鼓點”、“四平本戲”。“老四平”最遲在1930年代以前已完全為“改良四平”所取代，目前臺灣中北部客家地區的“老四平戲”已絕跡。四平在日治時期以前曾流行於台北地區，中南部地區亦有分佈。
日治時期在宜蘭（新龍鳳班、重樂園）、台北（復興鳳、全復陞、阿九仔班）、桃園（大榮鳳、小榮鳳、新錦鳳）、台中（新樂班、斐韻天、大錦鳳）、雲林、台南（金福興、新復興）、高雄（新勝社、仿唐園）皆有職業四平戲班；臺灣光復後，四平戲班主要在宜蘭與桃園兩地發展，而桃園更有臺灣地區四平戲「戲巢」之稱，尤其在中壢一帶。1960年代後，各式新式娛樂興起，外台戲受到很大影響，四平戲藝人大多轉演客家戲或歌仔戲，僅存的戲班為了生存，以「日演四平，夜演採茶或歌仔」的方式延續下去，但維持時間不久，後來全都變成演出客家採茶戲或歌仔戲的戲班了。
宜蘭的「宜蘭英歌劇團」原本是演四平戲的職業劇團，但在團主吳貴英藝師於辭世後，已改演歌仔戲為主，臺灣純粹的四平戲班已成絕響。一些客家戲戲班尚能偶然搬演四平戲。
臺灣的四平戲以武戲見長，多演歷史戰袍戲。和以文戲見長亂彈戲相較之下，遂有「四平出台活跳跳，亂彈出台死翹翹」的戲諺產生。四平戲與亂彈戲在臺灣同屬北管戲，由於四平戲的式微，現今多以北管戲專指亂彈戲。

## 使用樂器
四平戲以以皮黃樂曲為主要曲調，句末常以「幫腔」和唱，字多而腔少，使它更顯古樸粗獷。器樂以鑼、鼓、鈸、板為主，以鼓為指揮，控制節奏，演唱戲曲時只用嗩吶及鑼鼓伴奏，演出內容緊湊，場面熱鬧非凡。

## 角色分類
四平戲角色從明末到清中葉，一直保持生、旦、淨、末、醜、貼、外7個。據老藝人説，清朝中葉後發展成9個，增加夫、禮二角；“夫”即老旦，“禮”即副生，這種班底體制一直延續到民國時期。戲班人員最多時只有26個，除演員9個角色外，後台5人、挑箱6人。如果角色不夠，往往一人兼扮幾個角色，經常生旦下場後改扮龍套上場。

## 劇目
四平戲傳統劇目十分豐富，常演的有《趕白兔》、《劉錫》、《反五關》、《崔君瑞》、《中三元》、《白鸚哥》、《孟宗哭竹》、《虹橋渡》、《王十朋》、《李彥貴》、《施三德》、《劉沉香破洞》、《秦世美》、《琥珀嶺》、《紅娘請宴》、《鐵鏡記》、《南華山》、《烏鴉記》等八十多本。
臺灣四平戲常演的劇目有《薛武飛吊印》、《文武雙魁》、《西岐山》、《天貝山》、《乾龍關》、《平水關》等。
四平戲完整地保留了《荊釵記》、《劉知遠》、《拜月記》、《殺狗記》及《琵琶記》等五大宋元南戲的代表劇目。

## 傳承保護
四平戲保存原始的弋陽高腔特色，古樸傳統的南戲表演風格，文本與表演的雅俗組合特徵以及與宗教民俗關係密切之等顯著特徵。以前中國戲劇界專家均認為四平腔已在中國絕種消失，並被寫入《中國戲曲曲藝辭典》。1980年代初，卻意外在屏南縣被發現，一時轟動全國戲劇界，被視為四平腔的活文物。尤其是至今仍保存大批宋代南戲與明清傳奇劇目的清代手抄古本。此外四平戲由於「錯用鄉語」以及隨意性、即興式「插科打諢」表演保存了大量傳統民間口頭文學與科諢動作以及研究古音韻發聲、古聲腔唱法以及武打套路等都是難得活資料。

### 傳承人物
- 陳秀雨，1945年生，福建省寧德市屏南縣熙嶺鄉龍潭村人。2008年2月，陳秀雨入選為第二批國家級非物質文化遺產項目代表性傳承人，福建省寧德市屏南縣申報。1958年，陳秀雨進入龍潭村四平戲班，成為四平戲的首批女藝人之一，正式向村裏有名的四平戲老藝人陳元雪、陳官瓦、陳官企等拜師學藝。[12]

- 陳大並，1949年生，福建省寧德市屏南縣熙嶺鄉龍潭村人。2008年2月，陳大併入選為第二批國家級非物質文化遺產項目代表性傳承人，福建省寧德市屏南縣申報。陳大並是四平戲的後台演員，有着近40年的演藝生涯，精於四平戲後台幫腔、演奏和後台佈景製作。[12]

- 張孝友，1951年生，福建省南平市政和縣楊源鄉楊源村人。2008年2月，張孝友入選為第二批國家級非物質文化遺產項目代表性傳承人，福建省南平市政和縣申報。[12]

- 李式青，1949年生，福建省南平市政和縣楊源鄉禾洋村人。2008年2月，李式青入選為第二批國家級非物質文化遺產項目代表性傳承人，福建省南平市政和縣申報。李式青12歲開始學習四平戲，師從禾洋村四平戲名生李典甘，工文武生。[12]

### 保護措施
屏南縣人民政府非常重視四平戲的保護與發展，縣委宣傳部在2002年就成立了「屏南縣地方戲曲研究辦公室」，對四平戲等傳統戲曲進行保護與研究，收集、整理了大量的文獻資料。幾年來投入了大量資金，恢復了陳元雪家鄉的「龍潭四平戲劇團」，培養了一大批年輕演員。2006年5月20日屏南四平戲被國務院公佈為第一批非物質文化遺產代表作名錄，同年10月16號，「中國四平腔學術研討會」在屏南召開，2007年6月5日，龍潭四平戲劇團晉京參加全國非物質文化遺產—戲劇彙報演出（福建專場）的演出 。 

## 外部連結
四平戲 - 文化部國家文化資料庫 （页面存档备份，存于）